# Guadiana
El Guadiana es un río del sudoeste de la península ibérica. Nace en la submeseta sur y sigue una dirección este-oeste hasta que, a la altura de la ciudad de Badajoz, toma rumbo sur, que mantiene hasta su desembocadura en Ayamonte (Huelva) en el océano Atlántico, donde vierte un caudal medio de 78,8 m³/s. En su curso bajo, el río, que discurre por España y Portugal, hace de frontera entre ambos países a lo largo de numerosos tramos. Se trata del cuarto río más largo de la península ibérica.

## Generalidades
El Guadiana recorre una distancia total de 744 km de los cuales 502 km corresponden a territorio español, 140 km a portugués y 100 km a zona fronteriza. Su cuenca se extiende a lo largo de 67 733 km² que se distribuyen así: un 81,9 % por España (55 513 km²) y en un 17,1 % por Portugal (11 620 km²). 
Una de sus múltiples fuentes, la que le otorga su nombre, se configura en la provincia española de Ciudad Real, en el manantial de los Ojos del Guadiana, situado en el término municipal de Villarrubia de los Ojos, a 608 m de altitud. Uno de los ríos que fluyen en su cabecera es el Guadiana Viejo, identificado toponímica y tradicionalmente como el tramo superior del Guadiana. Aunque, en términos hidrográficos, esto no es así (sí lo es hidrológicamente), se suele computar el recorrido de esta corriente dentro de la longitud total del Guadiana. Es decir, desde Viveros, donde se origina el río Pinilla, hasta Argamasilla de Alba, donde su corriente superficial desaparece por infiltración en el subsuelo. 
En España, discurre por tres comunidades autónomas (Castilla-La Mancha, Extremadura y Andalucía), a través de las provincias de Ciudad Real, Badajoz y Huelva, a las que hay que añadir la de Albacete, si se considera el tramo inicial del Guadiana Alto. En Portugal, atraviesa las regiones tradicionales de Alentejo y Algarve, donde se integran los distritos de Portalegre, Évora, Beja y Faro. Las ciudades más importantes por las que pasa urbanamente son las españolas Mérida y Badajoz, en la comunidad autónoma de Extremadura y Ayamonte en la provincia de Huelva. También surca el término municipal de Ciudad Real, pero sin entrar en el casco urbano de esta capital española, sí lo hace por su antigua capital medieval Alarcos, hoy parque arqueológico de gran interés histórico. El Guadiana forma en su curso bajo, en suelo portugués, el que es considerado el embalse más grande de Europa, el de Alqueva, que ocupa una superficie de 250 km² y tiene una capacidad de almacenamiento de 4150 hm³. El río desemboca entre Ayamonte (Huelva) y Villarreal de San Antonio, formando un estuario y el Paraje Natural de las Marismas de Isla Cristina. Es navegable en su curso bajo, en un tramo aproximado de 70 km.
Ha dado nombre a la denominación de origen Ribera del Guadiana, que da cobertura a la producción vitivinícola de las comarcas extremeñas de Tierra de Barros, Montánchez, Ribera Alta, Ribera Baja, Matanegra y Cañamero.

## Hidronimia
El Guadiana debe su nombre al paso continuo de civilizaciones por el suelo de la península ibérica. Los celtas le llamaban Anas, hidrónimo relacionado con el de otros ríos.  Para los romanos era el río «Ana» (Flumen Anas 'río de los patos'). Los musulmanes sustituyeron la palabra "río" en latín (flumen) por la palabra relacionada "valle" en árabe: وادي (wādi) dando origen a su nombre tal y como hoy se conoce: واديان (wadi-ana). Durante la dominación romana, este río separaba las provincias Baetica y Lusitana. Es citado por el naturalista latino Plinio el Viejo en su obra Historia Natural.

## Cabecera
No hay consenso a la hora de identificar cuál es el punto exacto en el que nace el Guadiana.
Los históricos desencuentros sobre el nacimiento del Guadiana se han resuelto en la actualidad, mediante la consideración, no de un punto concreto de origen, sino de una cabecera compuesta por la confluencia de varios ríos, arroyos y acuíferos. Entre ellos, destacan los ríos Gigüela, Záncara y Guadiana Alto o Guadiana Viejo, así como el Acuífero 23 o de La Mancha Occidental.
La teoría clásica, y a la vez más discutible, proviene de Plinio el Viejo. Su hipótesis era que el río se originaba en las lagunas de Ruidera y que se dividía en dos grandes tramos, el Guadiana Alto o Guadiana Viejo y el Guadiana propiamente dicho, separados entre sí por un cauce subterráneo. 
Sin embargo, no existe ningún cauce subterráneo, como tampoco parece cierto que sean las Lagunas de Ruidera el punto de origen del Guadiana. Desde un punto de vista hidrogeológico, también es discutible identificar al Guadiana Alto como el tramo superior del Guadiana.
La leyenda de un río que desaparece y reaparece ha pervivido hasta el último tercio del siglo XX. Incluso, actualmente, se toma como referencia en determinados artículos y manuales, además de en la tradición popular (como en la expresión ser como el Guadiana, que se emplea cuando algo ocurre a intervalos irregulares o cuando alguien o algo desaparece y reaparece sin avisar).

### Ríos Gigüela y Záncara
Dentro de la confusión existente sobre el nacimiento del Guadiana, una de las propuestas existentes es la de situar su origen en la confluencia del Gigüela con su principal afluente, el Záncara, que se produce cerca de los Ojos del Guadiana. Ambas corrientes son consideradas, en la actualidad, parte integrante de la cabecera de este río —decisivas para su configuración como curso—, pero no su arranque exacto.
El Gigüela nace en los Altos de Cabrejas, pertenecientes al Sistema Ibérico, a 1150 m de altitud, en la provincia de Cuenca. Tiene un recorrido de 225 km de longitud, a lo largo de los cuales recibe las aportaciones de los ríos Jualón, Torrejón, Riánsares, Amarguillo y Záncara, que procede, este último, de las proximidades de la sierra de Altomira. Estas características es la que hace que muchos hidrólogos se estén actualmente replanteando la cuestión de considerar al Gigüela como el verdadero heredero de la cuna del Guadiana.

La unión del Gigüela con el Záncara permite el abastecimiento de agua de las Tablas de Daimiel, conjunto de humedales declarado parque nacional en el año 1973 y situado en los términos municipales de Villarrubia de los Ojos y Daimiel, en la provincia de Ciudad Real. Ambos ríos fluyen en sentido norte-sur y presentan un régimen hidrológico muy irregular, claramente dependiente de las variaciones pluviales. Transcurren por terrenos poco permeables, asentados sobre arcillas y margas, que favorecen la permanencia del curso. Sin embargo, la sobreexplotación agrícola de la que han sido objeto en los últimos tiempos ha debilitado seriamente su caudal. 

### Río Guadiana Alto

#### Nacimiento

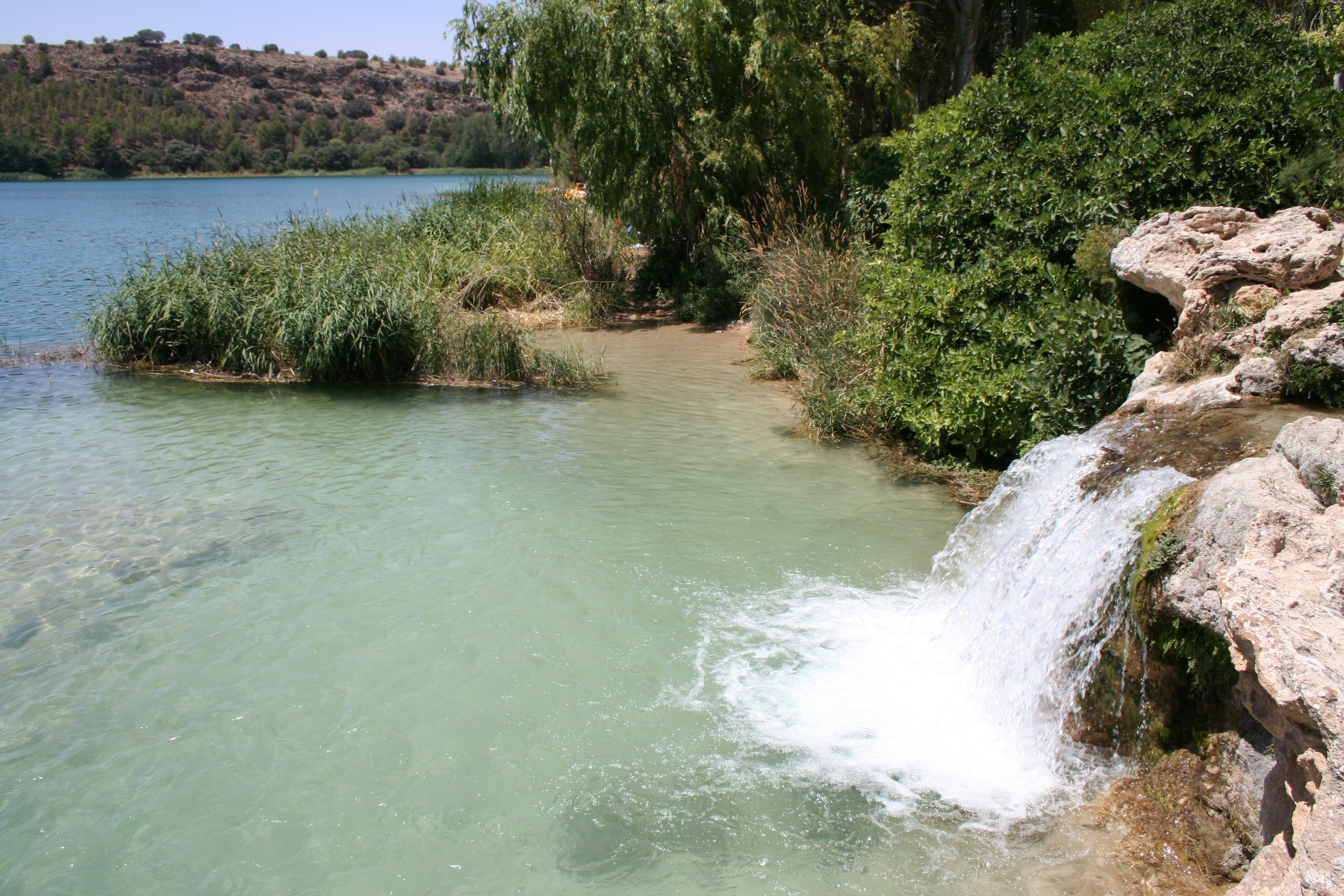
Salto de agua en la laguna de Santos Morcillo, procedente del desbordamiento de la laguna Salvadora. Estas son dos de las quince lagunas de Ruidera, donde la tradición sitúa el origen del Guadiana Alto.

El Guadiana Alto o Guadiana Viejo es la corriente que da origen a la leyenda de la desaparición y reaparición del río. Al igual que ocurre con el propio Guadiana, tampoco hay pleno acuerdo sobre su nacimiento. Tradicionalmente se ha considerado que mana de las lagunas de Ruidera, punto a partir del cual se infiltra a través del subsuelo, para supuestamente volver a nacer en los llamados Ojos del Guadiana, tras un recorrido subterráneo. 
En realidad, este río nace mucho antes, concretamente, en la altiplanicie de los Campos de Montiel, a partir de la confluencia de varias aguas subterráneas, que dan lugar a los manantiales de Pinilla. Su origen exacto se halla en la Fuente del Ojuelo, al norte de la localidad albaceteña de Viveros, donde es conocido como río Pinilla. Y nace mucho más alto, en las lagunas de Navalcudia (término municipal de El Bonillo), donde se sitúan las fuentes del arroyo Alarconcillo, cuando las precipitaciones son extraordinarias.
El Guadiana Alto tiene una longitud total de unos 76 km, que recorre siguiendo la dirección sureste-noroeste. A partir de su curso medio, su cuenca está formada por depósitos calizos altamente permeables, originados en la Era Terciaria, que se asientan sobre una capa impermeable de arcilla. Estos materiales provocan la infiltración de su caudal, lo que, unido al fenómeno de la evaporación, deriva finalmente en la desaparición de su corriente superficial.

#### Lagunas de Ruidera

Vista de las lagunas de Ruidera.

A unos 30 km de su nacimiento, el Guadiana Alto, con el nombre de Pinilla, llega a la denominada Laguna Blanca, situada a 895 metros de altitud. Es el primero de los quince pequeños lagos que integran las llamadas lagunas de Ruidera, que se suceden longitudinalmente a lo largo de unos 25 km, a modo de presas naturales. 
Este espacio se encuentra protegido legalmente bajo la figura de parque natural de las Lagunas de Ruidera, que se distribuye entre las provincias de Ciudad Real y de Albacete. Las lagunas, de origen cárstico, se formaron al quedarse estancada el agua filtrada y disolverse la caliza que cubría los acuíferos, dejando al aire libre el agua acumulada.
Pasada la primera laguna, el río se ensancha y desborda creando una zona pantanosa conocida como Lagunazo del Guadiana. Llega después a la Laguna Conceja y, una vez sorteada, se estanca en las de Tomilla, Tinaja, San Pedro, Redondilla, Lengua, Salvadora, Santos Morcillo, Batanera y Colgada, que se encuentran situadas a diferentes niveles. El río las salva mediante saltos que oscilan entre los dos y nueve metros de altitud.
La Laguna del Rey es la siguiente que el río atraviesa y la que presenta el salto de mayor altura: unos 24 metros en el paraje conocido como El Hundimiento. Sus aguas vuelven a quedar retenidas en las lagunas de Cueva Morenilla, Coladilla y, por último, de Cenagosa, donde el Guadiana Alto ha descendido a una altitud de 760 m sobre el nivel del mar.

### Acuífero 23 o de La Mancha Occidental

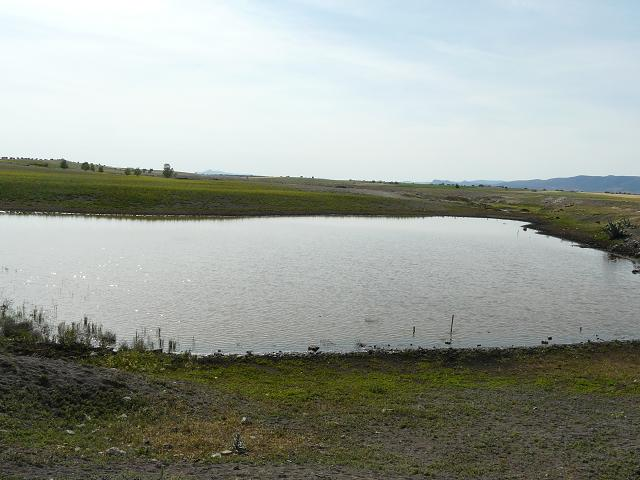
Ojos del Guadiana. Agua en Zuacorta.

Las lagunas de Ruidera desaguan a través de un canal, cerca del pueblo de Ruidera. Este sería el punto exacto en el que la tradición sitúa el nacimiento del río Guadiana, si bien debe considerarse como una continuación del cauce natural del Guadiana Alto, tras salvar las lagunas. Como se ha señalado, el Guadiana Alto es uno más de los muchos ríos, arroyos y acuíferos de la cabecera del Guadiana, cuya confluencia permiten finalmente que este cobre forma.
El citado canal de desagüe se aprovecha agrícolamente a través del canal del Gran Prior, regulado por el embalse de Peñarroya. La derivación artificial de las aguas, la permeabilidad del suelo y la evaporación van debilitando poco a poco el caudal del Guadiana Alto, que, dentro del término municipal de Argamasilla de Alba, forma una zona pantanosa, poblada por juncos y espadañas. 
A la altura del paraje conocido como Molino de la Membrillera, en la citada localidad, el río desaparece por completo de la superficie. Las aguas filtradas van a parar a un embalse subterráneo natural, conocido como Acuífero 23 o de La Mancha Occidental. Este acuífero, que ocupa una superficie de unos 5000 km², se extiende en un 80 % por la provincia de Ciudad Real y, en el 20 % restante, por las de Albacete y Cuenca.
Una de sus salidas naturales son los Ojos del Guadiana, donde la tradición considera erróneamente que el Guadiana Alto vuelve a aparecer sobre la superficie, cerca de Villarrubia de los Ojos. Entre la desaparición superficial del Guadiana Alto y los Ojos del Guadiana, distan aproximadamente 35 km, trayecto que, según la leyenda, el río habría recorrido a través de un cauce subterráneo. Los Ojos del Guadiana son realmente un manantial de descarga. Se trata de una típica surgencia o fuente vauclusiana, originada al quedar al aire libre la capa interior impermeable sobre la que se asienta el citado acuífero. No existe, así pues, ningún cauce en el subsuelo, sino un depósito subterráneo de aguas, procedentes de las pérdidas de muchas otras corrientes, y no solo del Guadiana Alto. Este manantial se localiza a 608 m de altitud. Debido a la intensa explotación agrícola, estuvo seco durante muchos años a partir de finales de la década de 1980, actualmente ya no es válida la afirmación sobre que esta ya no es una de las fuentes del Guadiana. Esta surgencia está de nuevo activa y se une la que hay kilómetros más abajo en el término municipal de Daimiel.

## Curso

### Curso alto

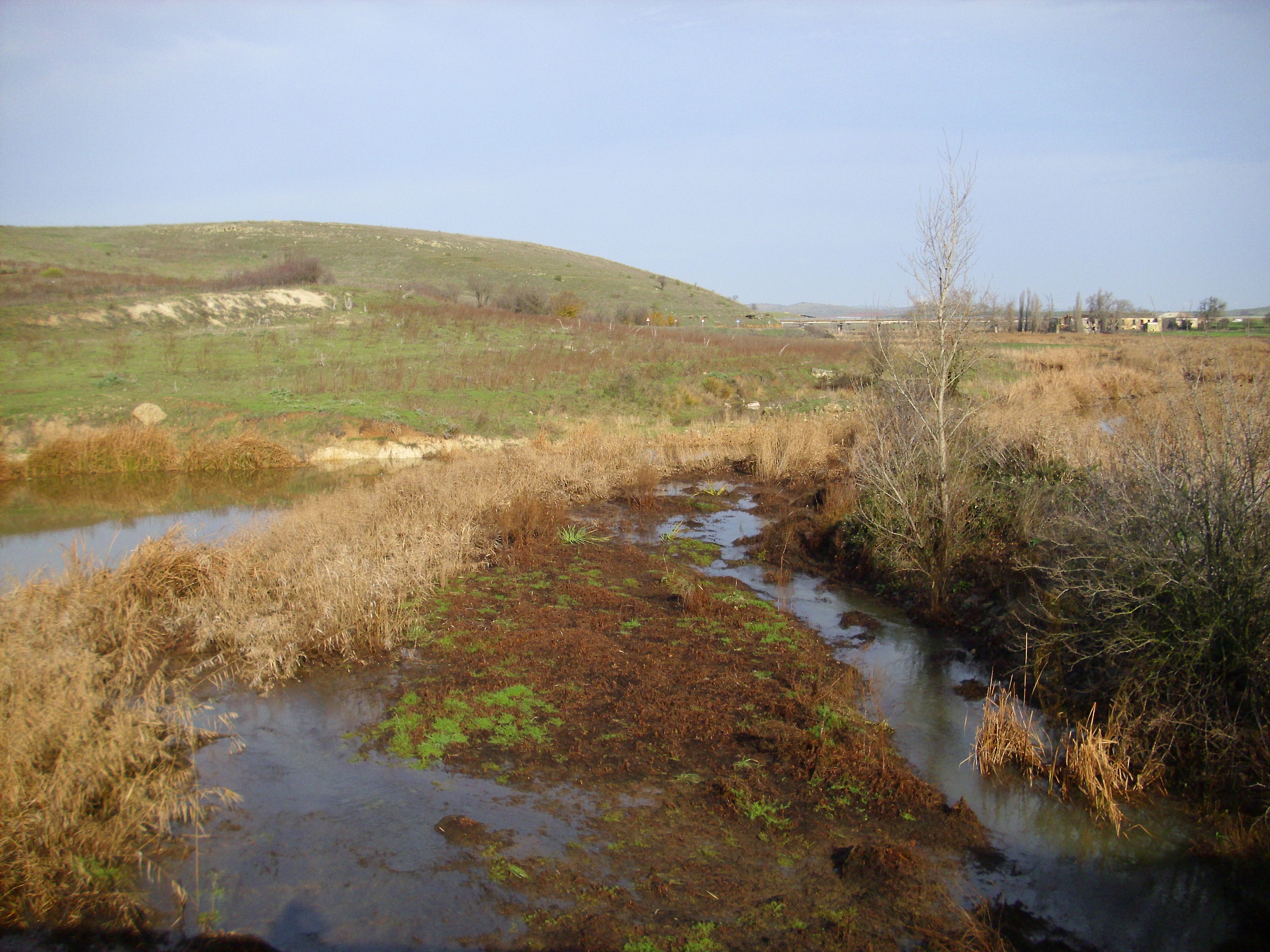
El Guadiana cerca de Poblete.

El manantial de los Ojos del Guadiana, en el término municipal de Villarrubia de los Ojos, es, en términos hidrogeológicos, el punto en el que el Guadiana se configura como tal río. 
Los aportes recibidos del Acuífero de La Mancha Occidental se cifran en unos 2,1 m³/s. A este caudal de origen se le suma más adelante la contribución del río Gigüela, que, tras recibir previamente al Záncara, llega por la derecha con 10,6 m³/s, a la altura del parque nacional de las Tablas de Daimiel. 
Pasado este espacio natural, el Guadiana es retenido en dos pequeños embalses, el de Puente Navarro y el de Vicario. Se adentra en el término municipal de Ciudad Real, donde toma rumbo sur, para girar posteriormente hacia el noroeste, poco después de la desembocadura del Jabalón, que le aporta por la izquierda. 
Su caudal vuelve a incrementarse con la contribución del Bullaque, uno de sus principales afluentes, que vierte por la derecha, cerca de la localidad de Luciana. Deja al norte el parque nacional de Cabañeros y, notablemente ensanchado, configura diferentes meandros a su paso por el municipio de Puebla de Don Rodrigo.

### Curso medio
El río abandona la comunidad autónoma de Castilla-La Mancha formando la cola del embalse de Cíjara, que se extiende, aguas abajo, por la provincia de Badajoz, a lo largo de 6565 hectáreas. Este embalse, inaugurado en 1956, tiene una capacidad de almacenamiento de 1505 hm³. Villarta de los Montes y Helechosa de los Montes son algunos de los municipios bañados por sus aguas, en plena comarca de La Siberia. Se trata de una de las grandes infraestructuras del denominado Plan Badajoz, conjunto de actuaciones dirigidas a la potenciación del sector agrícola y ganadero de la provincia de Badajoz, a través del aprovechamiento de las aguas de la cuenca del Guadiana. Salvada su presa, el río gira hacia el suroeste y vuelve a ser regulado en dos nuevos embalses. El de García de Sola ocupa una superficie de 3550 hectáreas y el de Orellana, que toma su nombre del pueblo pacense de Orellana la Vieja, un total de 5084. Al primero también contribuye el río Guadalupe, afluente por la derecha del Guadiana.

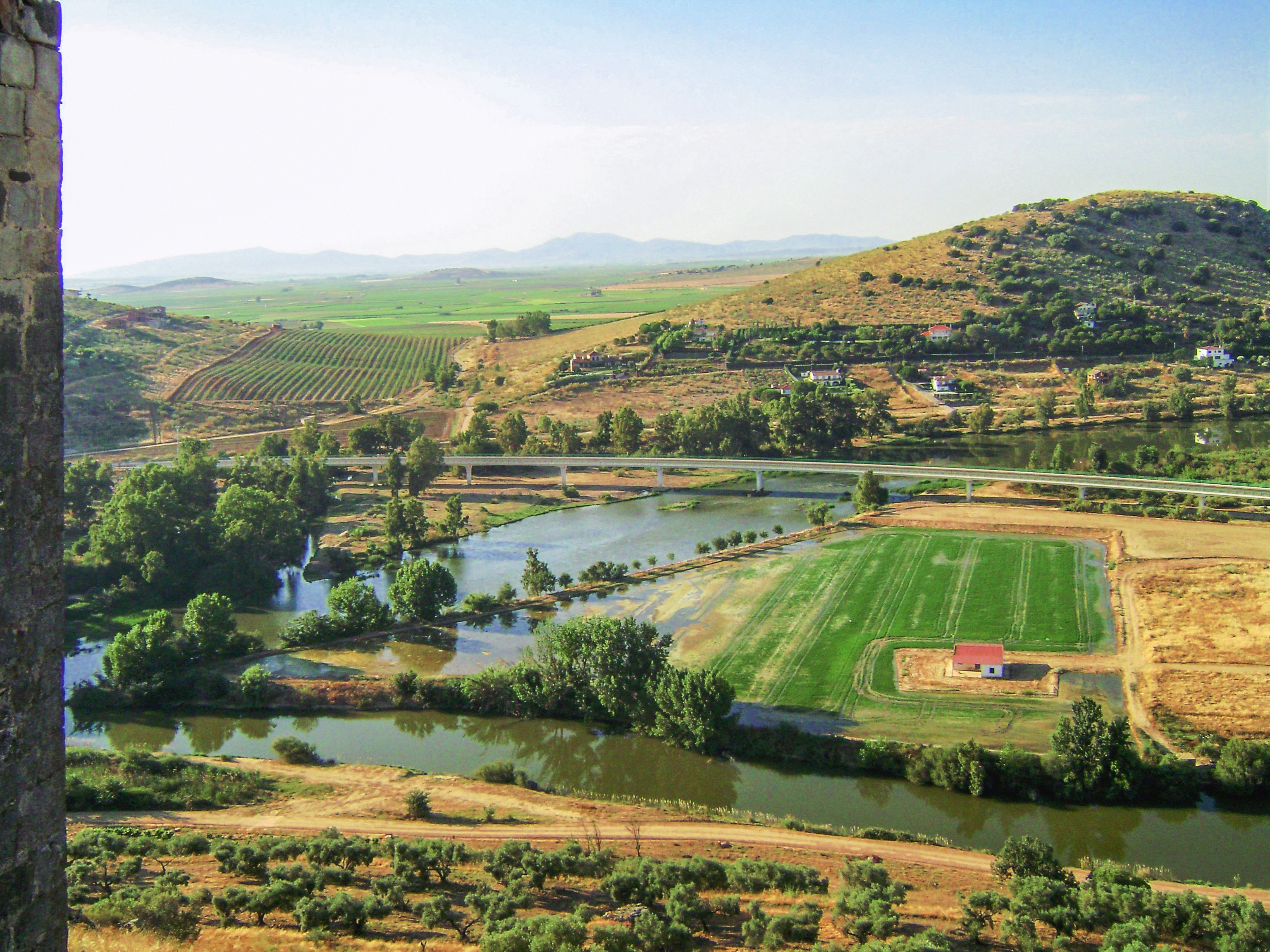
El Guadiana a su paso por Medellín.

A su paso por la comarca pacense de Vegas Altas, el río fija su rumbo en la dirección este-oeste. Deja al sur Villanueva de la Serena, en cuyas proximidades recibe por la izquierda al Zújar, y Don Benito, las dos poblaciones más importantes de la citada comarca. Baña después la villa de Medellín. Allí se encuentra con un puente monumental del siglo XVII, construido sobre las ruinas de dos antiguos puentes, uno romano y otro medieval. Tiene una longitud de 430 m y un total de 20 arcos.

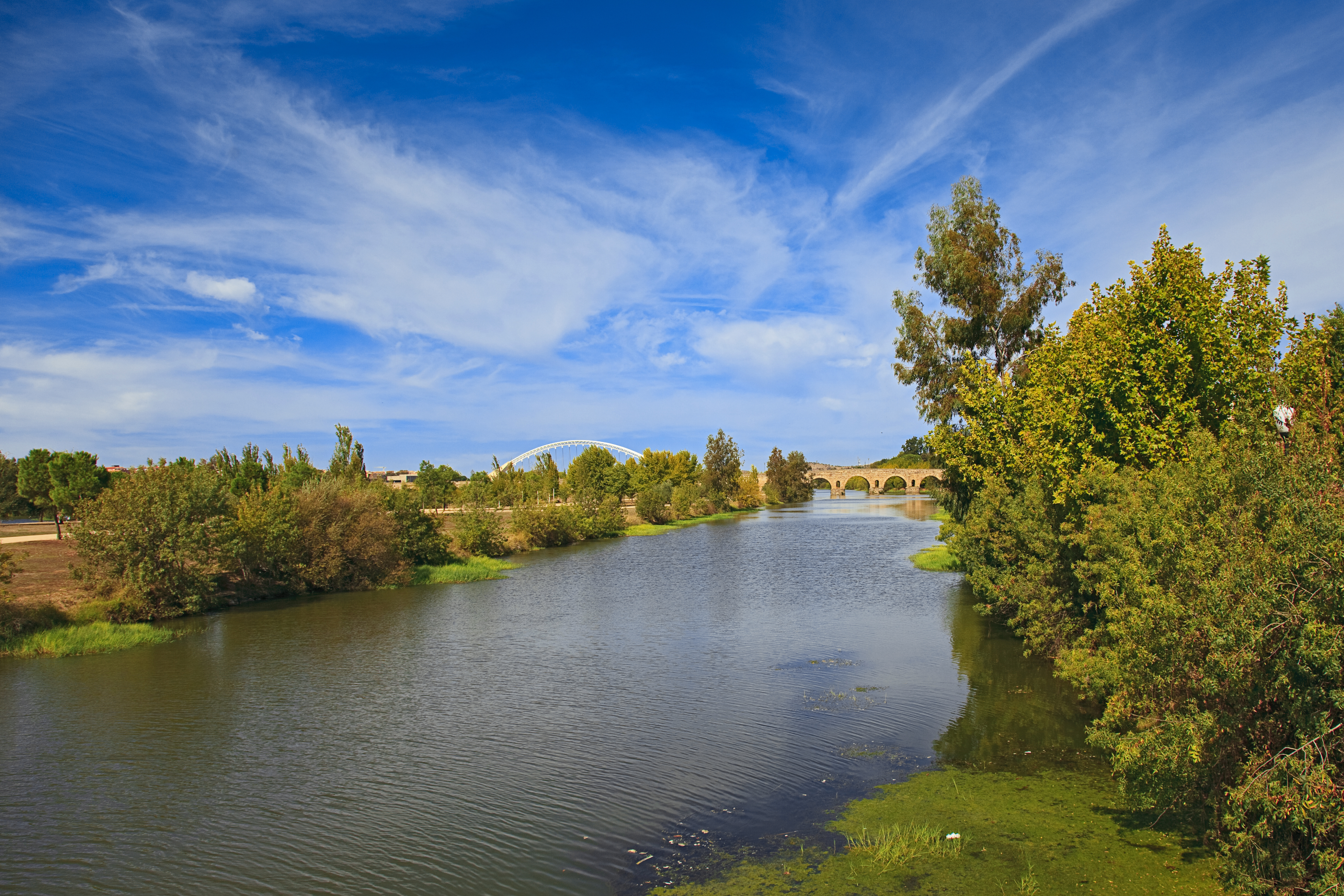
El río en Mérida.

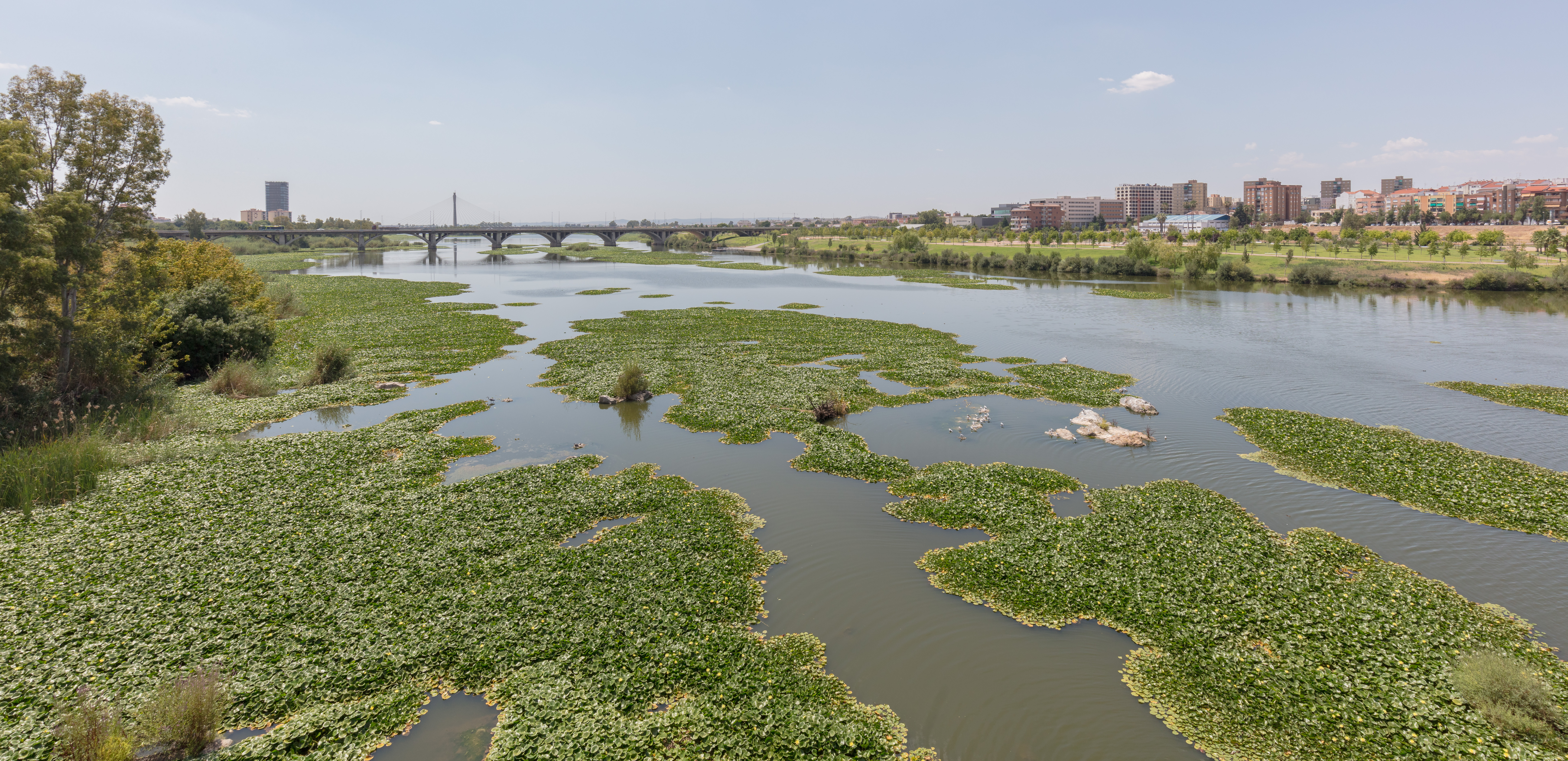
El Guadiana a su paso por Badajoz con el puente de la Universidad al fondo.

Tras pasar cerca de San Pedro de Mérida, Villagonzalo y Don Álvaro, el Guadiana se dirige hacia Mérida. En esta ciudad se topa con un puente romano construido en el siglo I a. C., con sesenta arcos que salvan un recorrido de 792 m. Además, atraviesa el puente de Lusitania, obra del ingeniero Santiago Calatrava, concluida en 1991.
A la altura de Mérida, es retenido en el pequeño embalse de Montijo. Discurre prácticamente en paralelo a la carretera A-5 (autovía del Suroeste) y, camino de la comarca de Las Vegas Bajas, riega el término de Lobón. Deja al sur el pueblo de Talavera la Real y presta su nombre a diversas localidades surgidas bajo el impulso del Plan Badajoz, caso de Guadiana del Caudillo, Pueblonuevo del Guadiana, Villafranco del Guadiana y Novelda del Guadiana. 
Llega a Badajoz, la ciudad más poblada de todas las que atraviesa. Bordea su recinto abaluartado y recibe por la derecha al Gévora. En la confluencia de ambos ríos, se alza el Cerro de la Muela, presidido por la Alcazaba de Badajoz, de origen musulmán. En esta capital se encuentra, además, con dos puentes monumentales: el de Palmas, erigido en el siglo XV, y el Real, inaugurado en 1994.

### Curso bajo

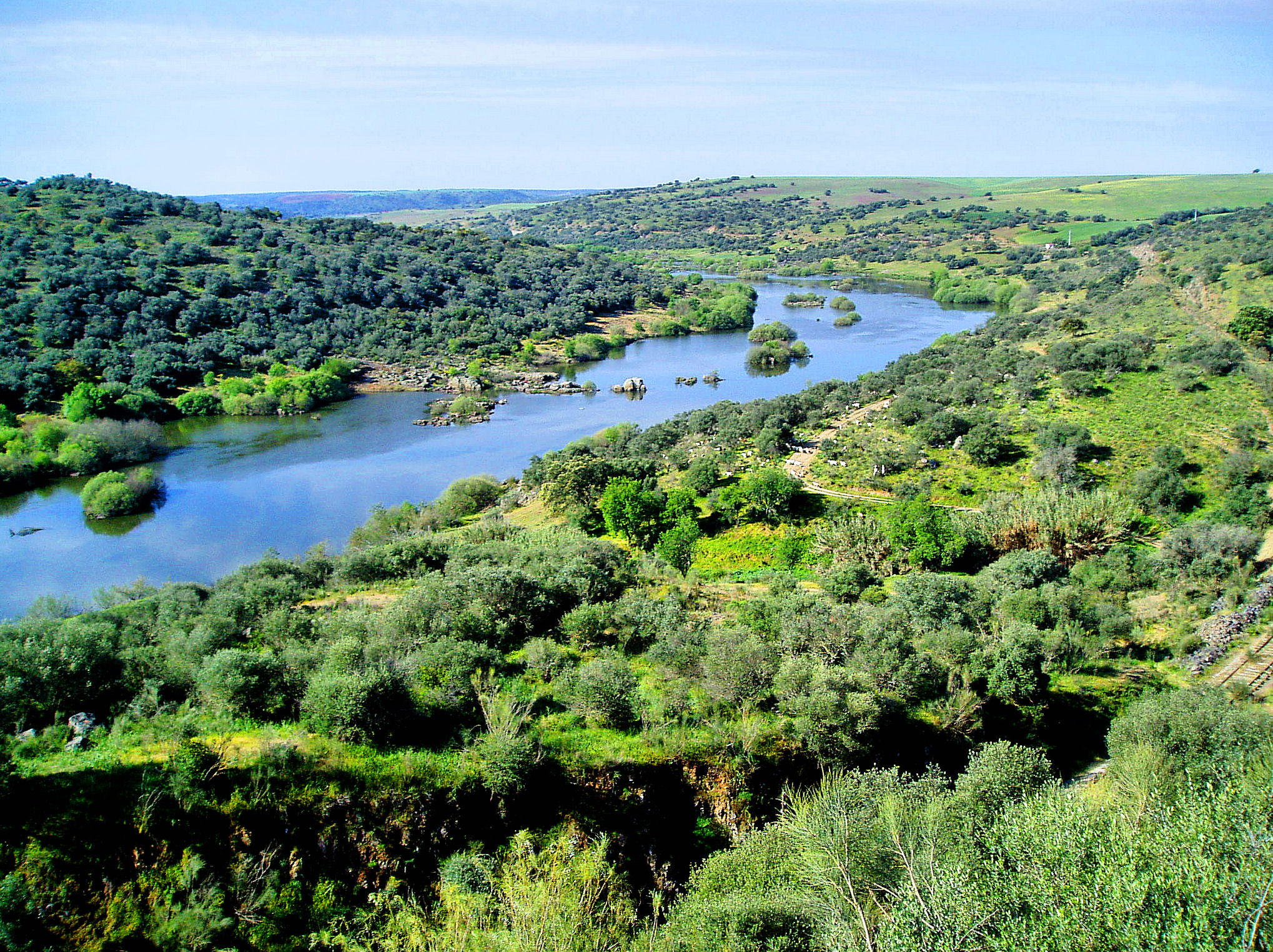
Curso bajo del Guadiana, cerca de Serpa.

A su salida de Badajoz, el Guadiana abandona la dirección este-oeste y gira hacia el sur. Su curso es aprovechado para delimitar la frontera entre España y Portugal, a través de la provincia de Badajoz, que el río deja a la izquierda, y del distrito de Portalegre, que queda a la derecha.  
En el límite meridional de ambos territorios, se encuentra con el puente de Ayuda, que comunicaba la población española de Olivenza y la portuguesa de Elvas. Fue edificado en el año 1509 por el rey portugués Manuel I y derribado parcialmente en 1709, durante la guerra de Sucesión Española. Entra después en el distrito portugués de Évora, donde continúa marcando la linde con España. Pasa por la localidad portuguesa de Juromenha y, enderezándose cada vez más en la vertical norte-sur, se adentra definitivamente en tierras portuguesas. Nada más regar este país, el río se inclina levemente hacia el suroeste y queda represado en el embalse de Alqueva, que, con una superficie de 250 km², está considerado como el mayor de Europa. El pantano tiene una longitud total de 83 km y baña una costa de 1160 km. En sus proximidades se hallan las localidades de Mourão y de Reguengos de Monsaraz.

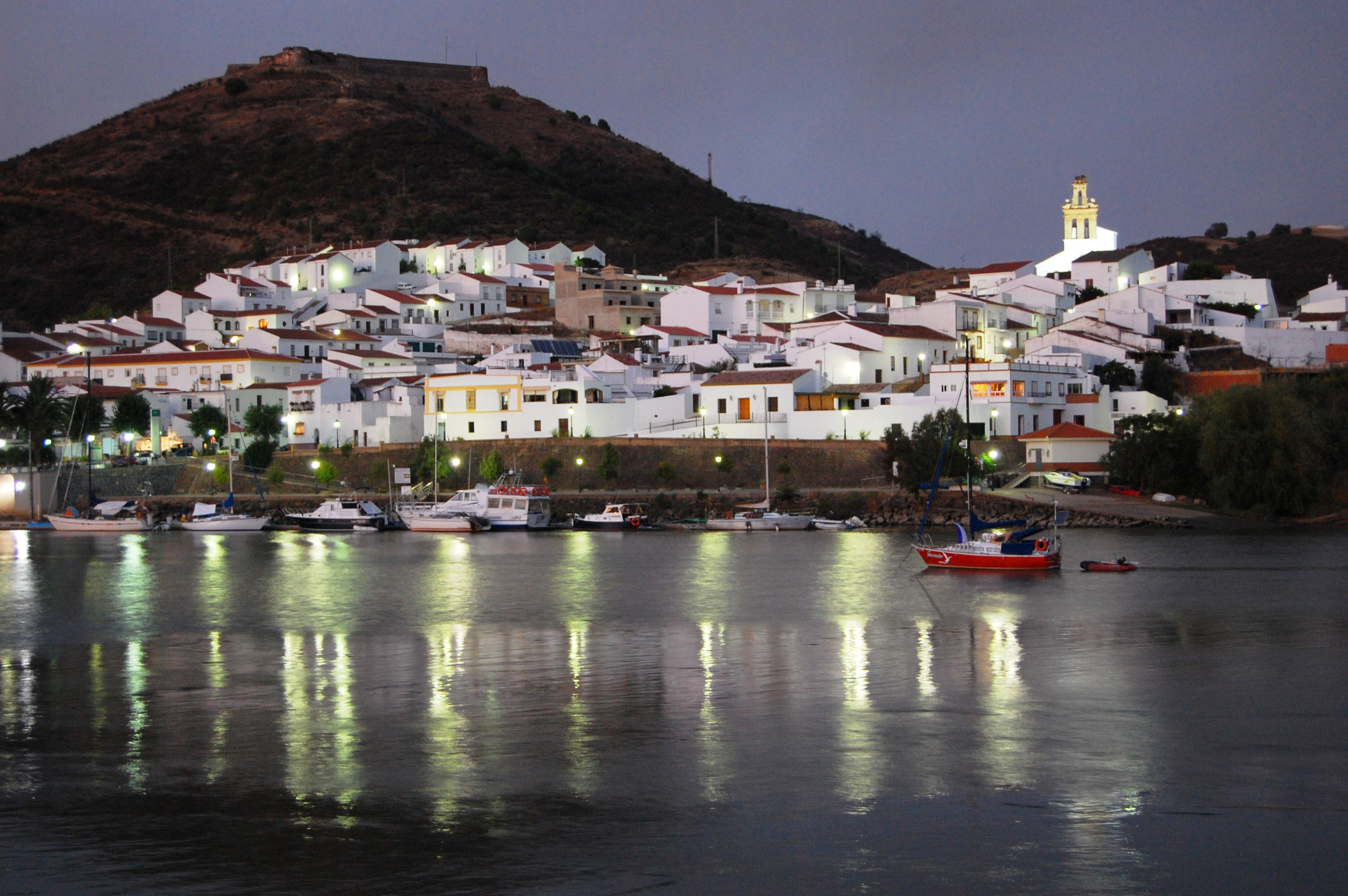
El río a su paso por Sanlúcar de Guadiana (Huelva).

El Guadiana salva la presa a la altura de Alqueva, población que presta su nombre a la citada infraestructura hidráulica, y se introduce en el distrito de Beja. Cerca de Moura, recibe por la izquierda al río Ardila, que procede de España. Recupera la dirección sur, dejando a su izquierda la ciudad de Serpa. Llega a Mértola, donde bordea su castillo medieval, y cambia su rumbo hacia el sureste, encaminándose hacia tierras españolas. Baña la localidad de Pomarão y, tras aportarle el río Chanza, vuelve a marcar la frontera hispanolusa, redireccionándose nuevamente en la vertical norte-sur. Este nuevo tramo fronterizo, que se prolonga hasta su desembocadura, marca las lindes de la provincia de Huelva, en España, y del distrito de Faro, en Portugal. Sanlúcar de Guadiana, por parte del primer país, y Foz de Odeleite, por la del segundo, son algunas de las localidades por las que el río pasa en esta parte de su curso.

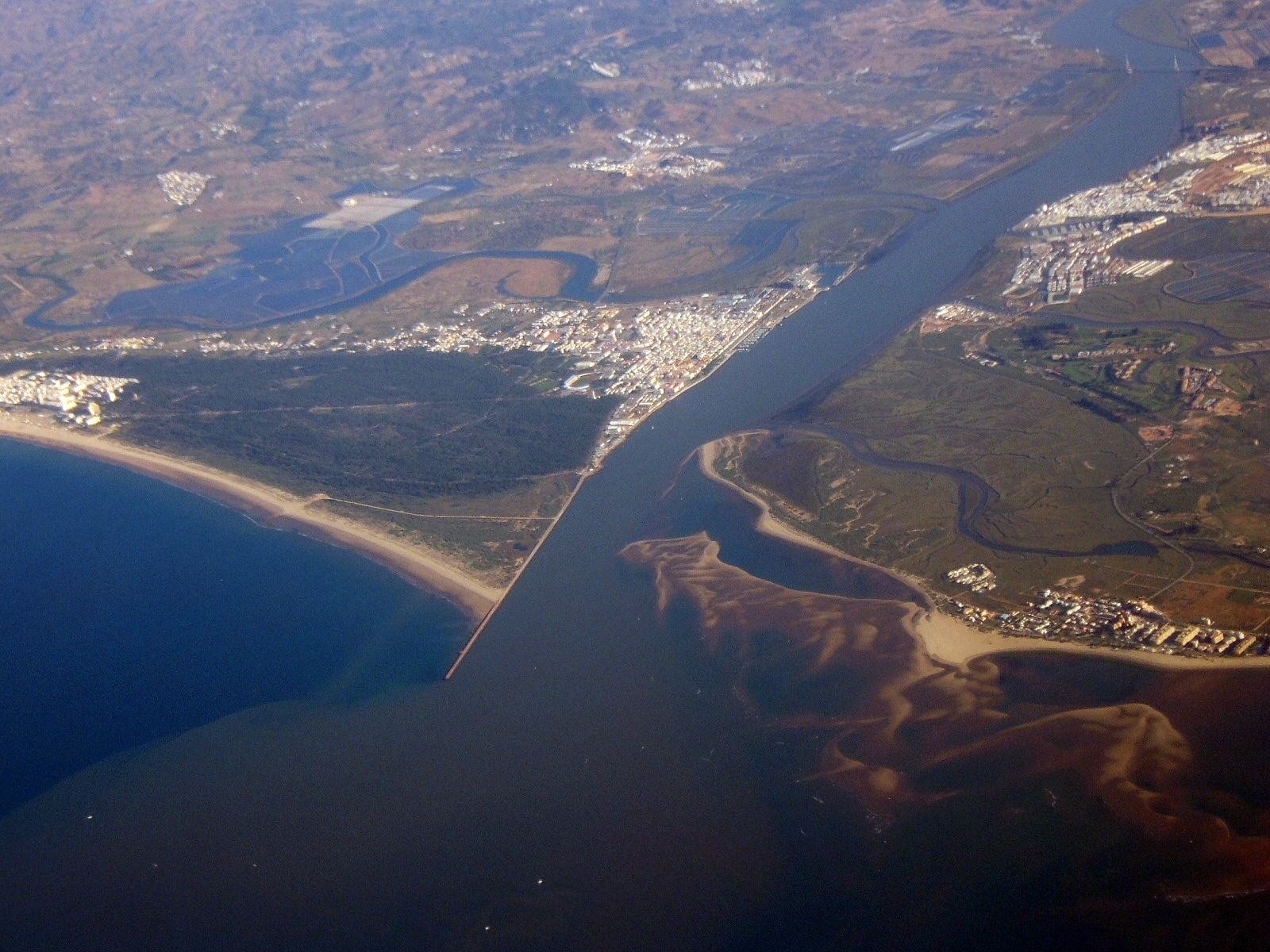
Desembocadura del Guadiana en el Atlántico.
A la izquierda, Villarreal de San Antonio (Portugal), y a la derecha, Ayamonte (España).

Próximo al océano, deja a la derecha las marismas de Castromarín y Villarreal de San Antonio, situada cerca de la población portuguesa de Castromarín. Atraviesa posteriormente el puente Internacional del Guadiana, inaugurado en 1991, que une la citada localidad con Ayamonte. Dos kilómetros aguas abajo, el río llega al océano Atlántico, formando un pequeño estuario, de orillas pantanosas, flanqueado al este por islas aluviales. En sus márgenes, se sitúan las ciudades de Ayamonte y Villarreal de San Antonio, española y portuguesa, respectivamente. 
Antes de su desembocadura, parte de su caudal se abre camino por las marismas de Castromarín y Villarreal de San Antonio, configurándose un brazo de agua que da lugar a diferentes marismas, conectadas entre sí. La parte española de esta zona húmeda, que se extiende más allá del Guadiana hasta la ría Carreras, en el municipio de Isla Cristina (Huelva), se encuentra protegida por la administración española mediante la figura legal de Paraje Natural de las Marismas de Isla Cristina.

## Régimen hidrológico

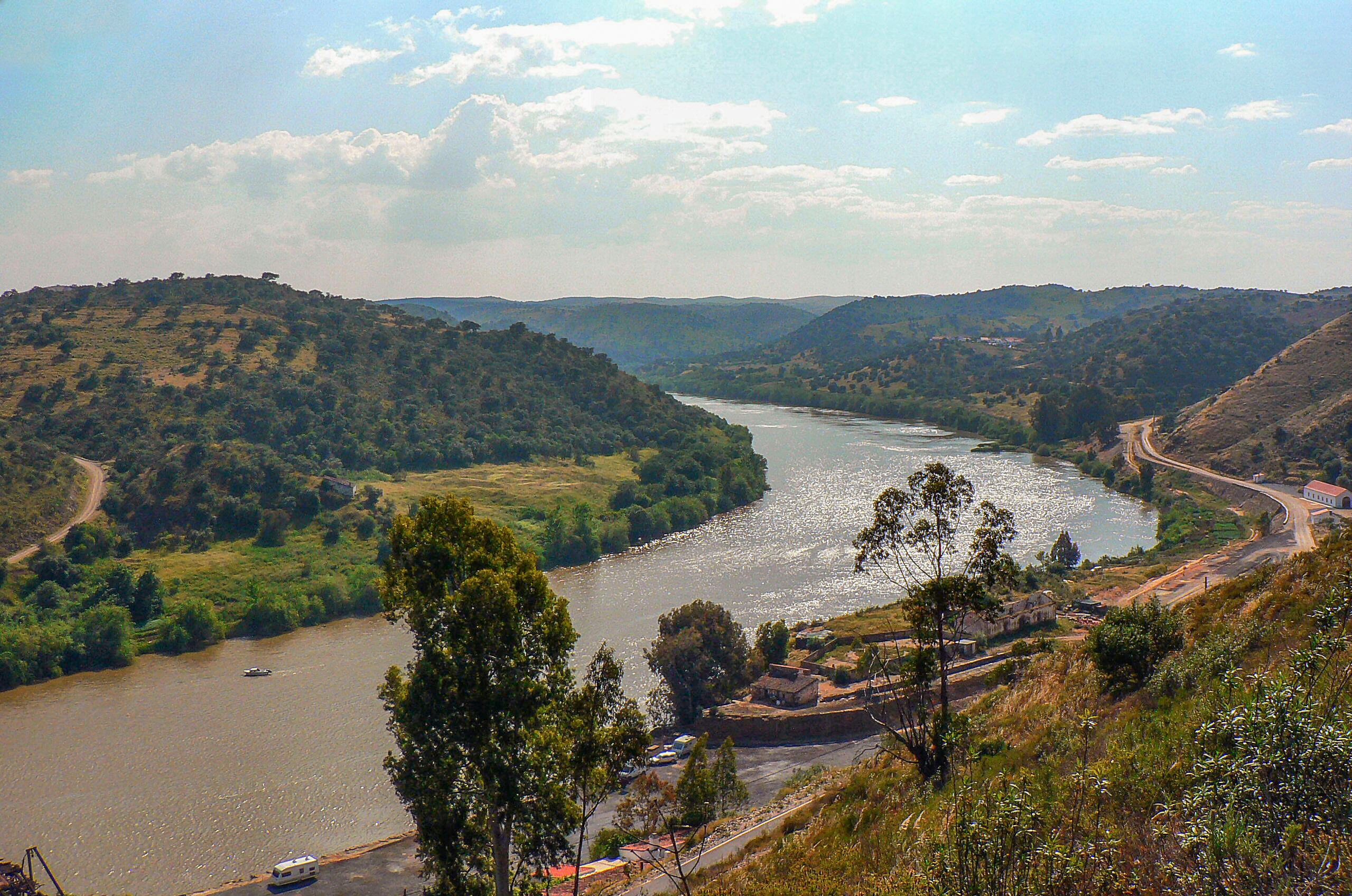
El río en su curso bajo, a la altura de Pomarão.

Comparativamente con los principales ríos de la península ibérica, el Guadiana presenta un escaso caudal. Es el cuarto río más largo de esta península y, pese a ello, sólo ocupa la décima posición en lo que respecta al volumen de aguas portado. A diferencia de las cuencas del Ebro, Duero y Tajo, los otros tres ríos ibéricos que lo superan en longitud, no existen afluentes relevantes, dada la escasa altitud de las formaciones montañosas que rodean el curso del Guadiana. 
Hasta su primer contacto con tierras portuguesas, el caudal medio del Guadiana es de 23 m³/s, una cifra sensiblemente inferior a la que se registra en el Tajo, el otro gran río de la Submeseta Sur, que lleva 43,3 m³/s de agua en su curso medio-bajo, concretamente en la estación de aforo de Toledo. En su tramo inferior, correspondiente aproximadamente al último tercio de su recorrido, el río incrementa notablemente su caudal medio, con valores que rondan los 78 m³/s. Pero, aun así, sus aportaciones de agua quedan muy por debajo de las del Tajo, que, en su desembocadura en Lisboa, vierte en el océano Atlántico 444 m³/s.

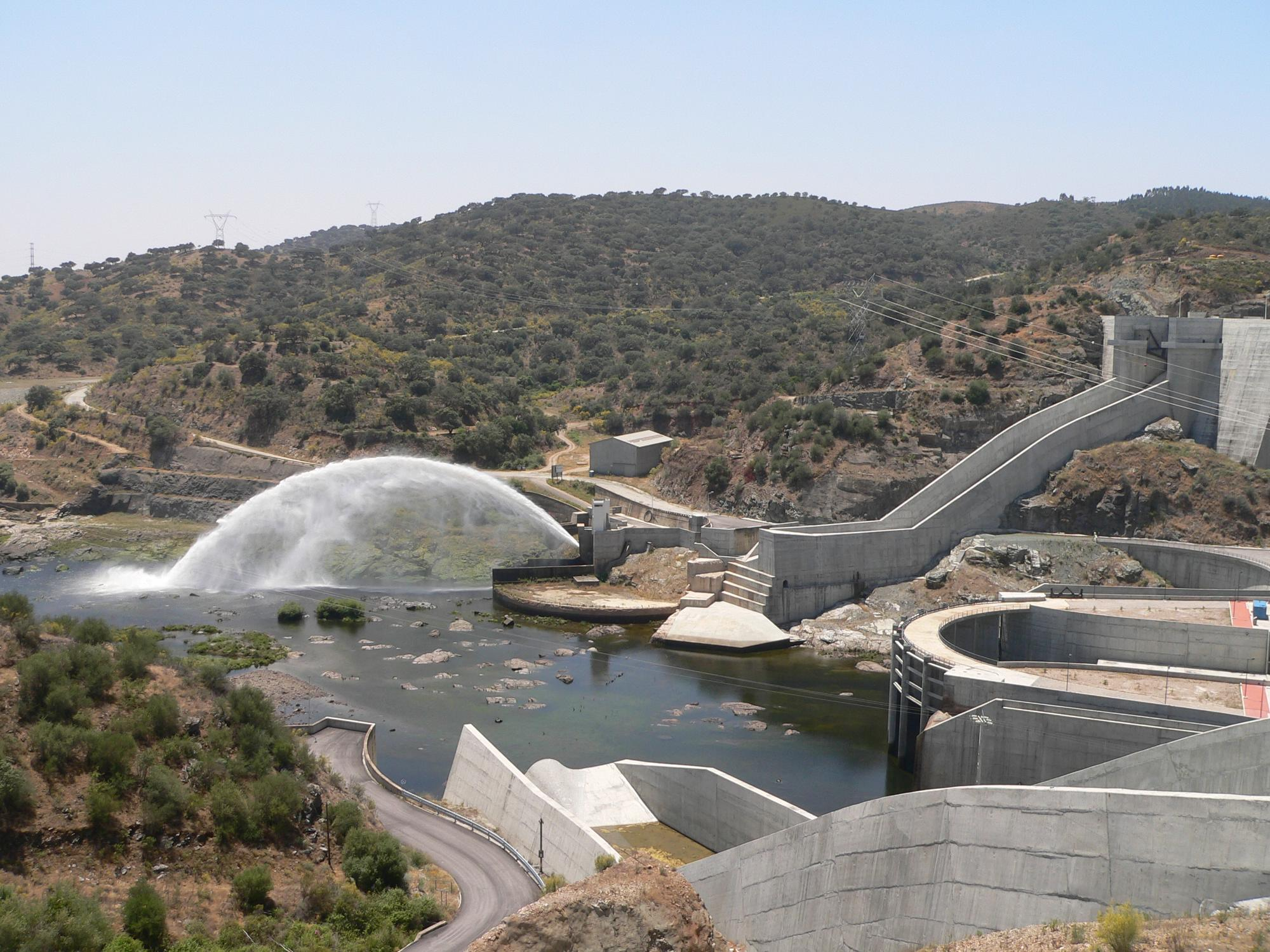
El Guadiana, tras salvar la presa de embalse de Alqueva, a la altura de la localidad portuguesa del mismo nombre.

El Guadiana se caracteriza, además, por una gran irregularidad interanual, cuantificada en un coeficiente de 10,5, así como por una estacionalidad muy acusada. La escasa pluviosidad de su cuenca y las elevadas temperaturas estivales que tienen lugar en ella provocan grandes oscilaciones en su caudal, con importantes crecidas preferentemente en febrero y diciembre y fuertes estiajes en agosto. A ello contribuye también la elevada evaporación que se registra en la cabecera y en el tramo superior del Guadiana. Según cálculos obtenidos a partir de la fórmula de Thornthwaite, los índices de evaporación total anual de esta zona, coincidente en términos generales con el recorrido del río por Castilla-La Mancha, se sitúan entre los 800 y 1000 mm. Asimismo, el régimen hidrológico del Guadiana se encuentra determinado por las características geológicas de su cuenca, especialmente en lo que respecta a su cabecera y a su curso alto, áreas conformadas por suelos muy permeables, que favorecen la desaparición de las corrientes superficiales, a través del fenómeno de la infiltración. Son circunstancias que han limitado el aprovechamiento de sus aguas para usos agrícolas y energéticos hasta prácticamente la segunda mitad del siglo XX, cuando se puso en marcha el complejo de embalses y canales del Plan Badajoz, y, en el caso portugués, hasta 1997, con la inauguración del embalse de Alqueva.

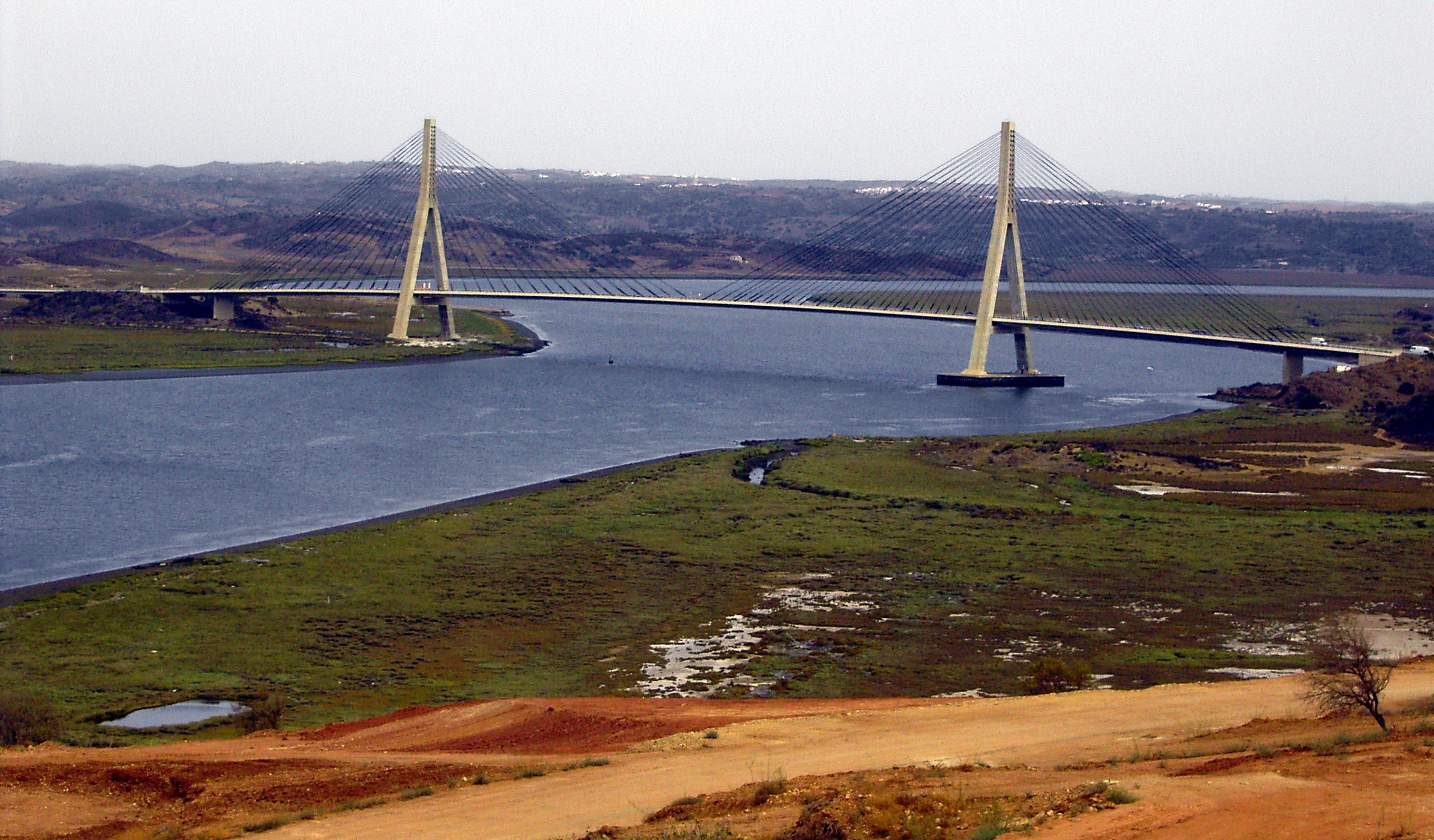
Puente Internacional del Guadiana, que une Castromarín y Ayamonte, visto desde el lado español.

A todos estos factores se le suma la intensa explotación de la que han sido objeto en los últimos años los acuíferos de La Mancha, que ha condicionado el régimen hidrológico del río, hasta el punto de desplazar su fuente más allá del manantial de los Ojos del Guadiana, considerado como su punto de origen. 
Desde finales de los años 1980, el río ya no se conforma como curso continuo en este paraje, sino en la presa de Puente Navarro, situado más abajo de las Tablas de Daimiel. Se estima que existen alrededor de 23 000 pozos, muchos de ellos ilegales, sobre la llanura manchega. La problemática hidroambiental de la cabecera y cuenca alta del Guadiana ha sido objeto de un impulso legislador a principios del siglo XXI. La Ley del Plan Hidrológico del Guadiana (B.O.E, 6 de julio de 2001) prevé la aplicación de un plan especial encaminado a «mantener un uso sostenible de los acuíferos» existentes en la zona, mediante «la reordenación de los derechos de uso de aguas, tendente a la recuperación ambiental de los acuíferos, la autorización de modificaciones en el régimen de explotación de los pozos existentes y la concesión de aguas subterráneas en situaciones de sequía», entre otras medidas.

## Cuenca

### Superficie y demografía
La cuenca hidrográfica del Guadiana comprende 67 733 km², de los que 55 512 pertenecen a España (el 81,9 %) y 11 620 a Portugal (el 17,1 % restante).
En lo que respecta a la parte española, la cuenca se encuentra regulada por la Confederación Hidrográfica del Guadiana. Este organismo, dependiente del Ministerio de Medio Ambiente, gestiona los diferentes usos del agua a un total de 473 municipios y 994 entidades de población. Las diferentes localidades integradas en la cuenca se reparten por las provincias castellano-manchegas de Albacete, Ciudad Real, Cuenca y Toledo, las extremeñas de Badajoz y Cáceres y las andaluzas de Córdoba y Huelva. En el área española residen 1 472 800 habitantes (año 2005), con una densidad de población de 26,5 hab/km². La ciudad de Badajoz, con 145 257 habitantes (año 2007), es el núcleo urbano más importante de toda la cuenca.

### Medio físico

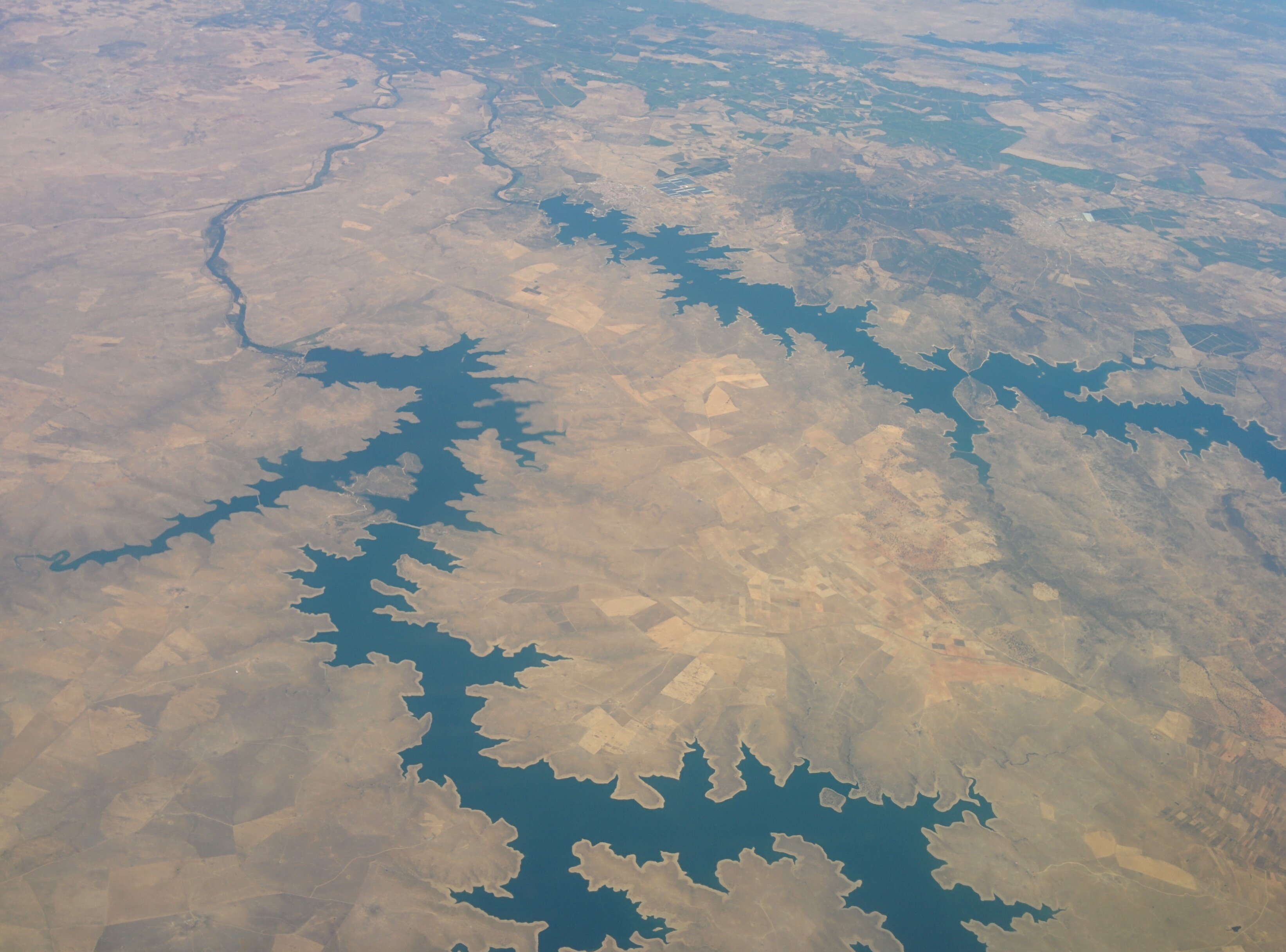
Vista aérea de los embalses de La Serena y Orellana, que retienen las aguas del Zújar y el Guadiana, respectivamente.

La cuenca hidrográfica del Guadiana está delimitada por formaciones montañosas de escasa entidad. Los Montes de Toledo conforman su límite septentrional, con alturas que rondan los 1400 m, mientras que Sierra Morena, que se sitúa al sur, presenta altitudes alrededor de los 1000 m. Al este se sitúan algunas sierras del Sistema Ibérico, que superan los 1000 m de altura. 
Su altitud media es de unos 450 m. La cota más alta se localiza en el pico de la Villuerca (1601 m), que se encuentra en la provincia española de Cáceres.
En términos hidrológicos, la cuenca del Guadiana limita al norte con la del Tajo y al este con la del Júcar. Al oeste aparecen los ríos portugueses Sado y Mira, así como las cuencas hidrográficas de la región del Algarve. Al sur se halla la cuenca del Guadalquivir, además del ámbito definido por los ríos Tinto, Odiel y Piedras, que surcan la provincia española de Huelva. 
Por la cuenca del Guadiana discurren 186 ríos y arroyos de importancia, que acumulan una aportación media anual de agua de 6168 hm³. Estas corrientes recorren terrenos pertenecientes al orógeno alpino, en lo que respecta a las áreas de cabecera, y a las cordilleras hercínicas, en referencia al trayecto que va desde Ciudad Real hasta la desembocadura del río en el océano Atlántico. Ocasionalmente, aparecen depósitos neógenos, tanto en un tramo como en otro.

### Clima

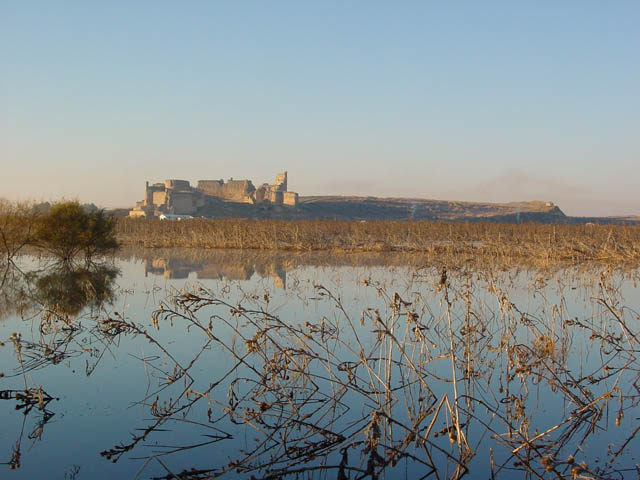
El río a su paso por las ruinas de la antigua ciudad de Calatrava la Vieja, en Carrión de Calatrava. Este paraje está situado en una de las zonas de menor pluviosidad de la cuenca del Guadiana.

La cuenca del Guadiana presenta un clima mediterráneo continentalizado, con una estación seca muy definida y grandes oscilaciones térmicas. En sus límites territoriales, aparecen climas regionales, que rompen la tónica general descrita.
Las precipitaciones registran un valor medio anual de 550 mm, que se distribuyen de forma heterogénea en función de cada zona. Las desviaciones pluviales van desde los 350 mm de la llanura manchega y del Campo de Calatrava hasta los 1000 mm de la comarca cacereña de Las Villuercas y de la parte septentrional de la provincia de Huelva.
La humedad absoluta media se cifra en 8-10 g/m³. En relación con los vientos, dominan los de componente oeste en la cabecera y parte alta y media de la cuenca. En la zona baja, principalmente en la costa de la provincia de Huelva, la dominancia es del suroeste. Su recorrido oscila entre los 15 km/h de la cuenca alta hasta los 10 km/h de las restantes zonas. Se trata de la velocidad media de menor intensidad de la península ibérica.

### Espacios naturales

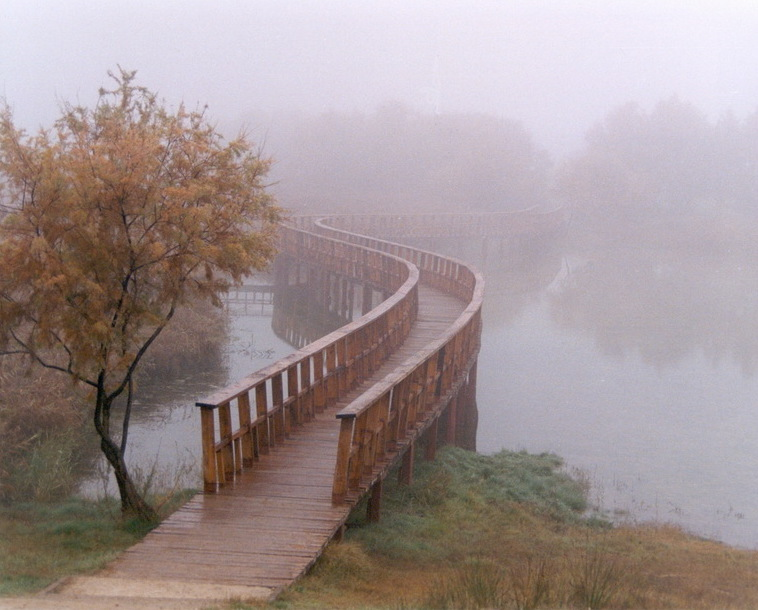
Parque nacional de las Tablas de Daimiel, zona húmeda formada por los ríos Gigüela y Záncara, los principales afluentes de la cabecera, junto con el Guadiana Alto.

La cuenca del Guadiana se encuentra protegida legalmente en una superficie de 33 741 km². Los espacios naturales más relevantes son los parques nacionales de las Tablas de Daimiel y Cabañeros (ambos en Castilla-La Mancha) situados en la cuenca española.
Asimismo, la cuenca del río integra tres parques naturales de gran interés medioambiental, igualmente localizados en España: el de las Lagunas de Ruidera (Castilla-La Mancha), el de Cornalvo (Extremadura) y el de Aracena y Picos de Aroche (Andalucía). Hay que añadir, además, el Paraje Natural de las Marismas de Isla Cristina, en la provincia española de Huelva, y las marismas de Castromarín y Villarreal de San Antonio, en el distrito portugués de Faro.
En Portugal el parque natural del Valle del Guadiana, en el Bajo Alentejo.

## Afluentes

### Afluentes de la cabecera

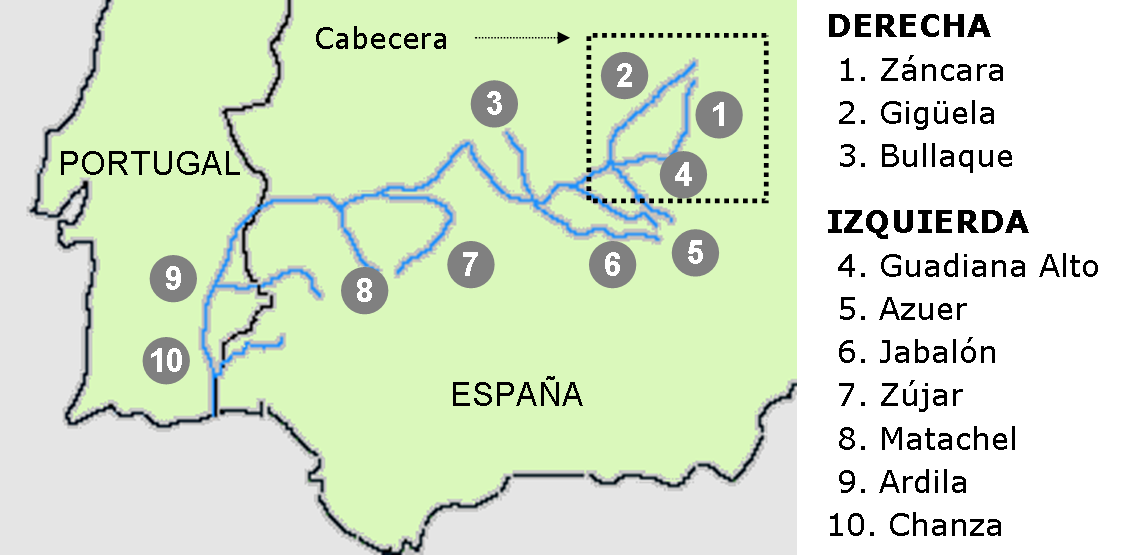
Principales afluentes del río Guadiana.

En lo que respecta a cabecera, los tributarios más importantes se localizan en la margen derecha del río. Esta se caracteriza por un relieve muy poco marcado, lo que provoca el encharcamiento de las corrientes que fluyen en esta área. La existencia de acuíferos de grandes dimensiones también favorece la formación de pantanos y lagunas, a través del fenómeno del drenaje.
Este es el comportamiento de los ríos Gigüela y Záncara, que, en su confluencia, dan lugar a la zona húmeda de las Tablas de Daimiel. Otros complejos lagunares de la margen derecha son los de Las Yeguas y Villafranca, La Vega, El Alcahozo, El Prado, El Taray, Hito y Monjavacas, entre otros. Todas estas lagunas sufren grandes cambios de nivel, en función de las condiciones climáticas, a lo que hay que añadir, en los últimos tiempos, la incidencia de la acción del hombre, mediante la intensiva extracción de aguas subterráneas para usos agrícolas.
Los afluentes de la margen izquierda también quedan expuestos al drenaje. Es el caso del Guadiana Alto, del Azuer y del Córcoles, cuyo rasgo más relevante es la desaparición o casi desaparición de su corriente superficial antes de llegar al Guadiana, por evaporación e infiltración en el sistema acuífero de la llanura manchega.

### Afluentes de la cuenca alta

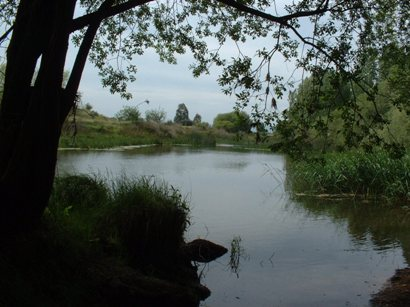
Tabla de Las Juntas, donde el Bullaque tributa en el Guadiana. Se trata del afluente más importante de la cuenca alta del río.

El Jabalón es el primer afluente de importancia que recibe el Guadiana en su cuenca alta, integrada por materiales menos permeables que los de la cabecera. Este río tiene una longitud de 171 km y discurre por la comarca ciudarrealeña de Campo de Montiel. Contribuye al Guadiana por la izquierda, en la parte meridional de la llanura manchega. 
Por la derecha llega a continuación el Bullaque, el principal tributario de la cuenca alta del río. Proviene de los Montes de Toledo, en concreto de la sierra del Chorito, y sigue un recorrido muy ajustado a la vertical norte-sur. Vierte en el Guadiana en el paraje conocido como Las Juntas, después de haber descendido unos 500 m de altitud.
El Tirteafuera desemboca aguas abajo del Bullaque. Nace en la sierra de Calatrava y describe una trayectoria casi paralela a la del Guadiana, al que aporta por la izquierda. 
Los últimos afluentes de la cuenca alta son los ríos Frío y Valdehornos, que vierten por la derecha, y los arroyos de Rechiceruelo y Valtriguera, por la izquierda.

### Afluentes de la cuenca media

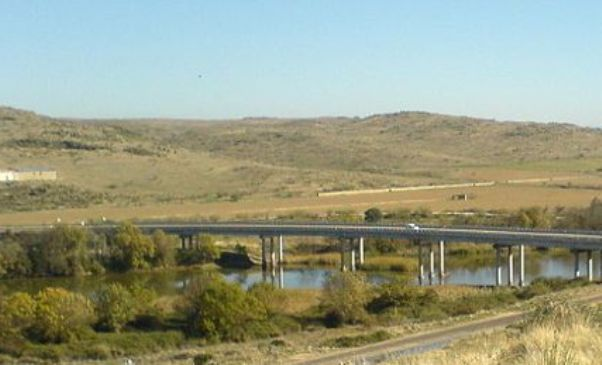
El Zújar, con una longitud de 214 km, es el tributario más caudaloso del Guadiana.

La cuenca media del Guadiana presenta una configuración asimétrica. La vertiente izquierda es mucho más extensa que la derecha, al tiempo que muestra un relieve más suave. A grandes rasgos, se extiende por las provincias de Badajoz, Cáceres y Córdoba.
De los Montes de Toledo llegan por la derecha los ríos Estena, Guadarranque, Guadalupe y Ruecas, que atraviesan materiales escasamente permeables. 
Por la izquierda contribuye, más adelante, el Zújar, considerado como el afluente más caudaloso del Guadiana. Este río recorre 214 km y drena una cuenca de 8508 km². Surca la zona noroeste de la provincia de Córdoba, además de las comarcas pacenses de la Campiña Sur, de La Serena y de La Siberia. El Guadamatilla, el Guadalmez, el Valdeazogues, el Esteras, el Guadalemar y el Guadalefra son sus principales tributarios.
El Ruecas y el Alcollarín, afluentes por la derecha, son los siguientes que se incorporan al Guadiana. Se suman después el Guadámez, que llega por la izquierda, procedente de la Sierra del Prado; y el Búrdalo, que mana de la Sierra de la Centinela (Cáceres) y desemboca por la margen derecha.
En Sierra Morena nace el Matachel, río mucho más relevante que los inmediatamente anteriores. Atraviesa una cuenca muy poco accidentada, donde recorre una distancia de 124 km. Tiene como afluentes principales al Bonhabal, al Retín, a la rivera de Usagre y al Palomillas. Confluye con el Guadiana por la izquierda, cerca de Mérida, después de bañar la comarca extremeña de Tierra de Barros.

### Afluentes de la cuenca baja

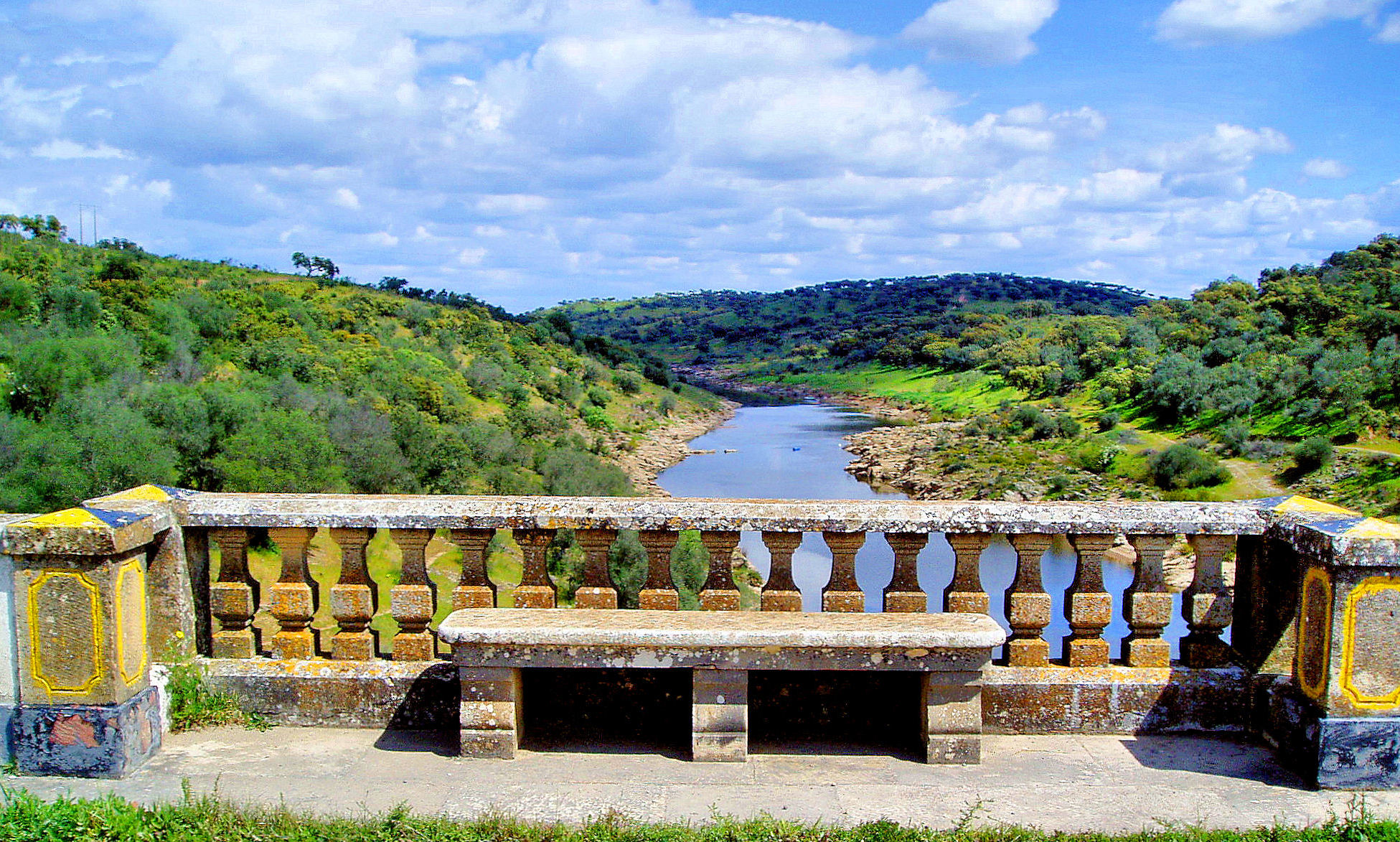
El río Ardila, procedente de España, desemboca en el Guadiana cerca de la localidad portuguesa de Moura.

En la cuenca baja, que se extiende de norte a sur desde Badajoz hasta el golfo de Cádiz, el río discurre por una zona fronteriza, con Portugal a su derecha y España a su izquierda. Del primer país recibe las aportaciones de las riberas de Vascão, Cadavais, Foupana, Odeleite, Chocas, Beliche y Seco. Del segundo, proceden los ríos Ardila, Chanza y Malagón, así como las riberas de Rochona y Grande de la Golondrina. Por territorio español también discurren los barrancos de Santiago y de los Hierros, además de los arroyos de la Parra, Grande y Pedraza. 
Una de las más singulares formaciones de la cuenca baja es la ría Carreras, que, si bien no confluye con el Guadiana por tener ambos ríos drenajes independientes al océano, da lugar a las marismas de Isla Cristina. Con una superficie de 2145 hectáreas, esta zona húmeda presenta una compleja red de esteros, caños y canales que se distribuyen por los términos municipales de Ayamonte e Isla Cristina.
La cuenca baja del Guadiana está formada por rocas metamórficas de pizarra, originadas en el Carbonífero Inferior. En los últimos 5 km del río, a partir de Castromarín (Faro, Portugal) y Ayamonte, estos materiales dejan paso a una amplia planicie de marismas.

## Estado de conservación

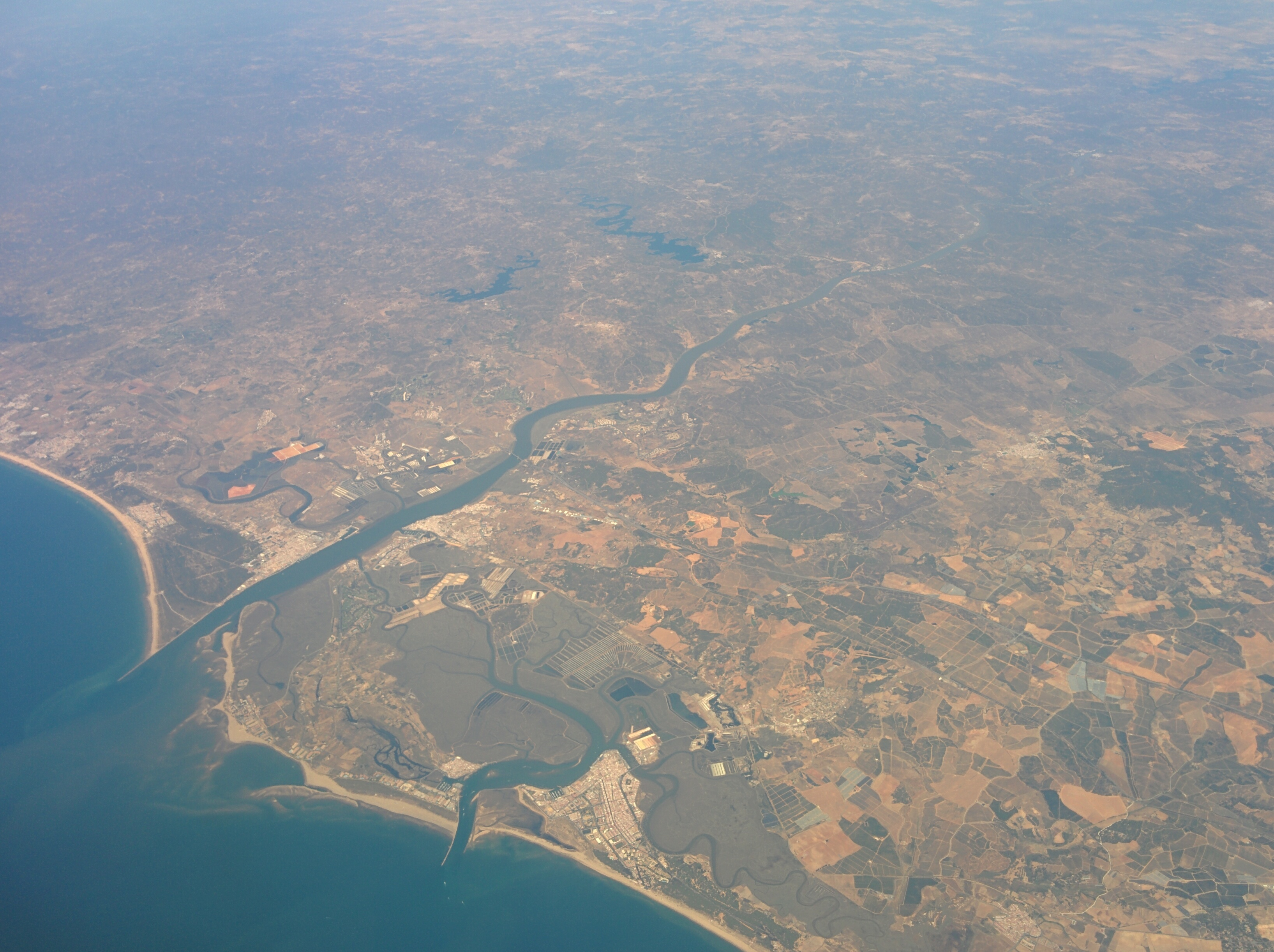
Vista general de la desembocadura desde el aire

El río Guadiana, en general, presenta un estado de conservación muy negativo. No está de más recordar que se acuñó el término científico de "daimielización" con el sentido de la esquilmación de los recursos naturales aplicado a lo que ocurrió en el territorio del Acuífero 23, donde se encuentra el parque nacional de las Tablas de Daimiel. El cauce del Guadiana en los primeros kilómetros de recorrido no existe y en otros muchos se reduce a un estrecho canal de tierra por el que a veces circulan aguas fecales. Otros afluentes de su cuenca han sufrido una suerte parecida como el Azuer, el Gigüela o el Jabalón. Algunos autores no dudan en categorizar el desastre hidrológico de la cuenca alta del Guadiana como el más grave de Europa Occidental en materia de aguas dulces. Por citar otro ejemplo, el parque nacional de las Tablas de Daimiel se alimenta casi en su totalidad con agua del río Tajo y ha habido diferentes proyectos para trasvasar agua de su afluente el río Bullaque.
Otro ejemplo de esa destrucción generalizada se puede ver en los Ojos del Guadiana, hoy (2009) terrenos cultivados o ardiendo en proceso de combustión inducida por la citada sobrexplotación. El río, por otra parte, se encuentra extraordinariamente regulado por grandes presas y se sigue con la misma política estructuralista también en Portugal, donde se ha construido la mayor presa de con el fin de desarrollar la agricultura de regadío en la región del Alentejo. Sobre la desembocadura del río se ha dicho que está dejando de ser río para convertirse en "ría", ya que debido a los escasos aportes ahora su comportamiento hidrológico se está invirtiendo y son las aguas marinas las que penetran por el río y no al revés.
Algunas de las especies endémicas y únicas en el mundo se encuentran al borde de la extinción y ha aumentado considerablemente la fauna y la flora alóctonas.